# Losaicivuoleamore
Losaicivuoleamore è il secondo album in studio della cantante italiana Francesca Schiavo, pubblicato nel 1994 dalla It con distribuzione BMG.

## Descrizione
Contiene il brano Il mondo è qui, che ha partecipato al Festival di Sanremo 1994 nella sezione "Nuove Proposte", il cui testo nel ritornello presenta il verso lo sai ci vuole amore, che dà il titolo all'album.
Il disco comprende fra gli altri brani il classico Voce 'e notte ed una cover di Pastime Paradise, brano originariamente inciso da Stevie Wonder.

## Tracce
1. L'amore che c'è
2. La vita è altrove
3. Caterina presso la stazione
4. Il mondo è qui
5. Domenica di festa e confusione
6. Voce 'e notte
7. Santa Lucia
8. Aspettando il Paradiso
9. Il giardino inglese
10. Ave Maria